# Sektorový hmotnostní spektrometr

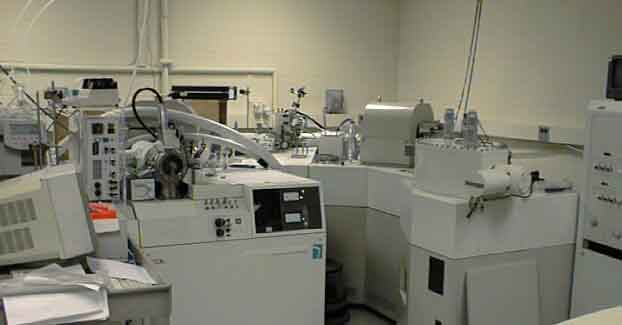
Pětisektorový hmotnostní spektrometr

Sektorový hmotnostní spektrometr je druh hmotnostního spektrometru, který používá jako hmotnostní analyzátor statický elektrický (E) nebo magnetický (B) sektor nebo jejich kombinaci. Často používanými kombinacemi sektorů jsou EB, BE (nazývaná jako obrácená geometrie), třísektorový BEB a čtyřsektorový EBEB spektrometr. Většina moderních sektorových spektrometrů patří mezi dvouohniskové přístroje; tuto variantu vyvinuli Arthur Jeffrey Dempster, Kenneth Bainbridge a Josef Mattauch v roce 1936 jako přístroj řídící směr i rychlost pohybu iontů.

## Teorie
Popis vlastností iontů v homogenním lineárním statickém elektrickém nebo magnetickém poli sektorového spektrometru není složitý. Fyzikální chování částic lze popsat rovnicí pro Lorentzovu sílu. Tato rovnice je základem u všech metod hmotnostní spektrometrie a nachází využití i u nelineárních a nehomogenních polí; jde o významnou součást celé elektrodynamiky.
{\displaystyle \mathbf {F} =q(\mathbf {E} +\mathbf {v} \times \mathbf {B} ),}
kde E je intenzita elektrického pole, B je magnetická indukce, q je náboj částice, v její okamžitá rychlost (vyjádřená jako vektor) a × představuje vektorový součin.
Síla působící na ion v lineárním homogenním elektrickém poli tak je:
{\displaystyle F=qE\,},
ve směru elektrického pole pro kladně nabité a v opačném směru pro záporně nabité ionty.

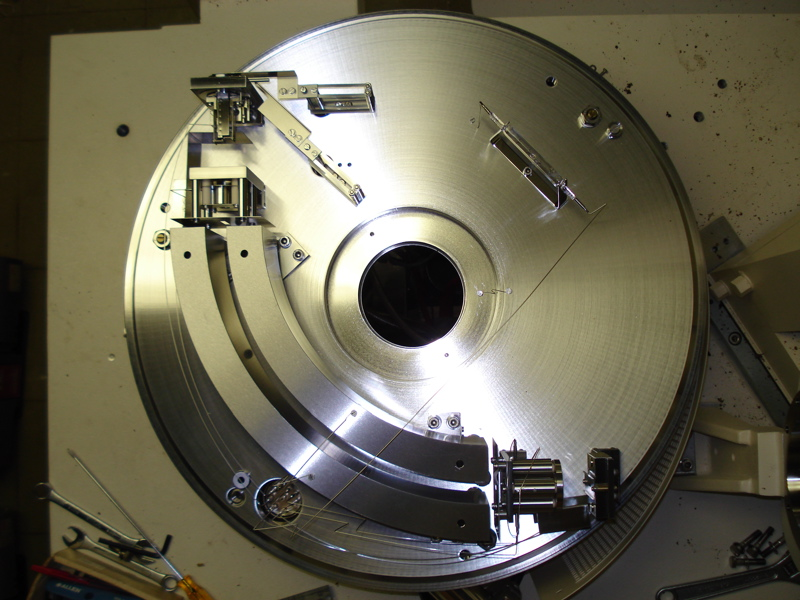
Elektrický sektor z hmotnostního spektrometru Finnigan MAT (s odstraněným krytem vakuové komory)

Síla závisí pouze na náboji a intenzitě elektrického pole. Lehčí ionty jsou odkláněny více než těžší, protože mají menší setrvačnost, čímž se ionty oddělují a po opuštění elektrického sektoru vytvářejí svazky.
Síla působící na ion v lineárním homogenním magnetickém poli činí:
{\displaystyle F=qvB\,},
kolmo na vektor magnetické indukce i rychlost iontu ve směru odpovídajícímu pravidlu pravé ruky.
Působící magnetická síla závisí také na rychlosti, ovšem za vhodných podmínek (jako je stálá rychlost) se ionty o různých hmotnostech oddělí a vytvoří samostatné svazky.

## Obvyklé geometrie
Níže jsou uvedeny nejčastější geometrie soustav pro hmotnostní spektrometrii, i když mnoho současných systémů nezapadá přesně do žádné z těchto skupin, protože byly vyvinuty později.

### Bainbridgeova-Jordanova
Tato geometrie se skládá z 127,30°{\displaystyle \left({\frac {\pi }{\sqrt {2}}}\right)} elektrického sektoru následovaného 60°magnetickým sektorem se stejným směrem zakřivení. Často se používá k určování atomových hmotností izotopů; ze zkoumaného izotopu přitom vzniká proud kladně nabitých částic. Na tento svazek působí současně navzájem kolmá pole, elektrické a magnetické. Jelikož jsou síly vytvářené těmito poli stejně velké a mají opačný směr, tak rychlost částic lze popsat tímto vzorcem:
{\displaystyle v=E/B\,}
částice volně procházejí štěrbinou a následně na ně působí další magnetické pole, což jim dodává polokruhovou dráhu, po jejímž překonání dopadají na detektor. Hmotnost izotopu se určí následnými výpočty.

### Mattauchova-Herzogova
Soupravy s Mattauchovou-Herzogovou geometrií se skládají z 31,82° ({\displaystyle \pi /4{\sqrt {2}}} radiánů)elektrického sektoru, za nímž se nachází 90° magnetický sektor zakřivený v opačném směru.
Ionty roztříděné hlavně podle svého náboje vstupují do magnetického pole s mnohem vyšší průchodností než u běžného energetického filtru. Tato geometrie často nachází využití tam, kde je potřeba rychle rozptýlit vzniklé ionty a nevyžaduje se vysoká citlivost, jako je hmotnostní spektrometrie sekundárních iontů (SIMS).
Výhodou této geometrie oproti Nierově-Johnsonově je to, že ionty o rozdílných hmotnostech se soustředí na jedno místo, což umožňuje použít plochý detektor.

### Nierova-Johnsonova
Nierova-Johnsonova geometrie se skládá z 90°elektrického sektoru a 60°magnetického sektoru zakřiveného ve stejném směru.

### Hinterbergerova-Kongova
Soustavy s Hinterbergerovou-Konigovou geometrií mají 42,43° elektrický sektor následovaný 130° magnetickým sektorem se shodným směrem zakřivení.

### Takešitova
Takešitova geometrie obsahuje 54,43° elektrický sektor, druhý elektrický sektor se stejným směrem zakřivení a 180° magnetický sektor zakřivený opačným směrem.

### Macudova
Soupravy s Macudovou geometrií mají 85°elektrický sektor následovaný kvadrupólovými čočkami a 72,5° magnetickým sektorem zakřiveným stejným směrem. Tato geometrie je využívána při analýzách metodami citlivé iontové mikrosondy s vysokým rozlišením (SHRIMP) a Panorama (zdroj plynu, vysoké rozlišení, multikolektor, využití k měření izotopologů v geochemii).